# Nicolas Guérin d'Estriché
Nicolas Armand Martial Guérin d'Estriché (1677-1708) est un auteur français et poète de la fin du XVIIe siècle.

## Biographie

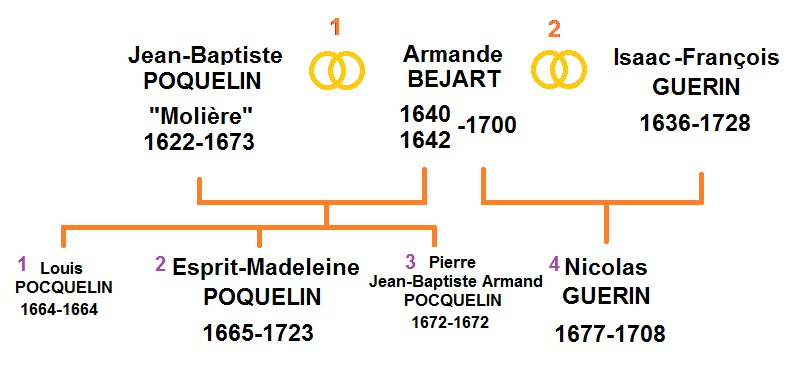
Arbre généalogique simplifié de Nicolas Guérin

Né en 1677, il est le fils d'Isaac-François Guérin d'Estriché et d'Armande Béjart, veuve en premières noces de Molière.
En octobre 1698, il fait représenter devant la cour à Fontainebleau une « pastorale héroïque » en trois actes intitulée Myrtil et Mélicerte, qui est une refonte en vers libres de la comédie de Mélicerte dont Molière et ses camarades avaient présenté une ébauche à Saint-Germain-en-Laye en décembre 1666. Dans la préface de l'édition (1699), il dit avoir vainement cherché dans les papiers de Molière les matériaux susceptibles de l'aider à compléter le fragment publié par La Grange en 1682.
Le 2 mai 1707, il épouse Jeanne Guignard à Feucherolles. Une mauvaise santé l'empêcha de profiter de son éducation donnée par ses deux parents comédiens. Il s'adonna à la poésie et au théâtre. Son précepteur ayant été nommé curé de Feucherolles, il le suivit et s'y installa.
Il meurt le 17 mars 1708 à Paris, « regretté de tout le monde comme le meilleur être des plus fervents jeunes hommes », ainsi qu'il est mentionné en marge de son acte de mariage.

## Acte de mariage
Son acte de mariage, daté du 2 mai 1707, à Feucherolles , précise :
"Aujourd'huy deuxième jour de may 1707 après les fiançailles et les publications faites par deux dimanches consécutifs et une feste aux prosnes des grandes messes paroissiales de l'église de Sainte Geneviesve de Feucherolles par moy soussigné Licentier de Sorbonne Curé dud. Feucherolles et de Davron mon annexe ausquelles il ne s'est trouvé aucune opposition, entre Nicolas Armand Martial Guerin, officier du Roy, fils d'Isaac François Guérin, ancien officier de Sa Majesté et de défunte Damoiselle Claire Elizabeth Gresinde Beiart, ses pere et mere, demeurant à Paris, paroisse St Sulpice fauxbourg Saint Germain ou les bans dud. Nicolas Armand Martial ont été aussi publiez, scavoir le dimanche des Ramaux et les deux festes de Pasques sans opposition, suivant l’attestation du sieur vicaire dud. St Sulpice du vingt sept avril 1707, signé mazette, d'une part, et de Damoiselle Jeanne Guignard, fille de Jacques Guignard, officier du Roy, et de Dame Jeane Gervais, ses pere et mere, de cette paroisse d'autre part, les dessus ayant été cy devant confessez et communiez, j'ay soussigné curé de Feucherolles et de Davron fait la célébration dud. mariage en recevant le consentement mutuel dud. Nicolas Armand Martial Guérin et de lad. Jeanne Guignard, par parolles de present, selon la forme et les solemnités prescrittes et accoutumées, en présence et du consentement de leurs parents et amys, scavoir du costé dud. Sieur Guérin, Isaac François Guérin son père, François Mignot, son cousin, orphèvre à Paris, François de Fonpré, Officier du Roy, Michel Procope, Docteur de la Faculté de Paris, et le sieur Laurens Bourgeois de St Sulpice de Paris, qui ont tous signé, et du costé de lad. Damoiselle Guignard, Jacques Guignard, son père, Jeane Gervais, sa mère, Jean, Charles et Pierre Guignard, ses frères, et plusieurs autres parents et amis cy dessous signez. Signatures : Nicolas GUERIN ; Jeanne GUIGNARD ; GUIGNARD ; GUERIN ; Jeane GERVAIS ; CHAMPENOIS ; C.PIGEON ; Hugue FONPRE ; LAURENT ; Michel PROCOPE ; G. PIGEON ; VIEILLARD ; BENOIST ; RACINE ; BRIGARD ; PERON ; Jean GUIGNARD ; COCHEREL ; F. LE GUAYS".
En marge du même acte de mariage est encore mentionné des informations inédites :
"Il a été marié le deuxième jour de mai 1707 et est mort le 17 mars 1708 à Paris, en sa maison, à midy. Regretté de tout le monde comme le meilleur être des plus fervents jeunes hommes. Il était âgé de vingt sept à vingt huit ans. Requiescant in pace. L’église de Feucherolles a bien de l’obligation à son père, à sa mère et à lui. Dieu soit leur récompense à tous les trois. Le 15 décembre l’année suivante 1708 est morte à Paris Madame Marguerite Soivat, qui avait élevé Monsieur Guérin ci-dessus spécifié, depuis l’âge de (?) à sept ans jusqu’à son adolescence, est toujours demeurée avec lui jusqu’à son mariage, après avoir donné toutes les marques d’une bonne chrétienne, a reçu les sacrements de l’église, a rendu son esprit dans la paix du seigneur. Elle a été la cause que (?) Mademoiselle Guérin a donné à l’église de Feucherolles les ornements de la Vierge, de Sainte-Geneviève et des Vierges. Requiescant in pace. Ce monsieur Guérin ci-dessus était le fils de la veuve du célèbre Molière, qui avait épousé en secondes noces le dit Isaac François Guérin surnommé d’Etriché [d'Estriché]. La veuve de Molière se nommait Béjart et était aimable. Elle est morte en novembre 1700".

## Œuvres
- Myrtil et Mélicerte, "pastorale héroïque", publiée en 1699, d'après la comédie Mélicerte de Molière, premier mari d'Armande Béjart, sa mère. Il y adresse une dédicace, lettres et remerciements à la princesse douairière de Conti.
- L'Eglogue de Marly, "divertissement mis en musique par Pierre Danican Philidor... chanté devant Monseigneur à Marly, le 4e du mois de janvier 1702 et chanté à Versailles devant Sa Majesté le 8 du mesme mois".